# Andrew Adonis

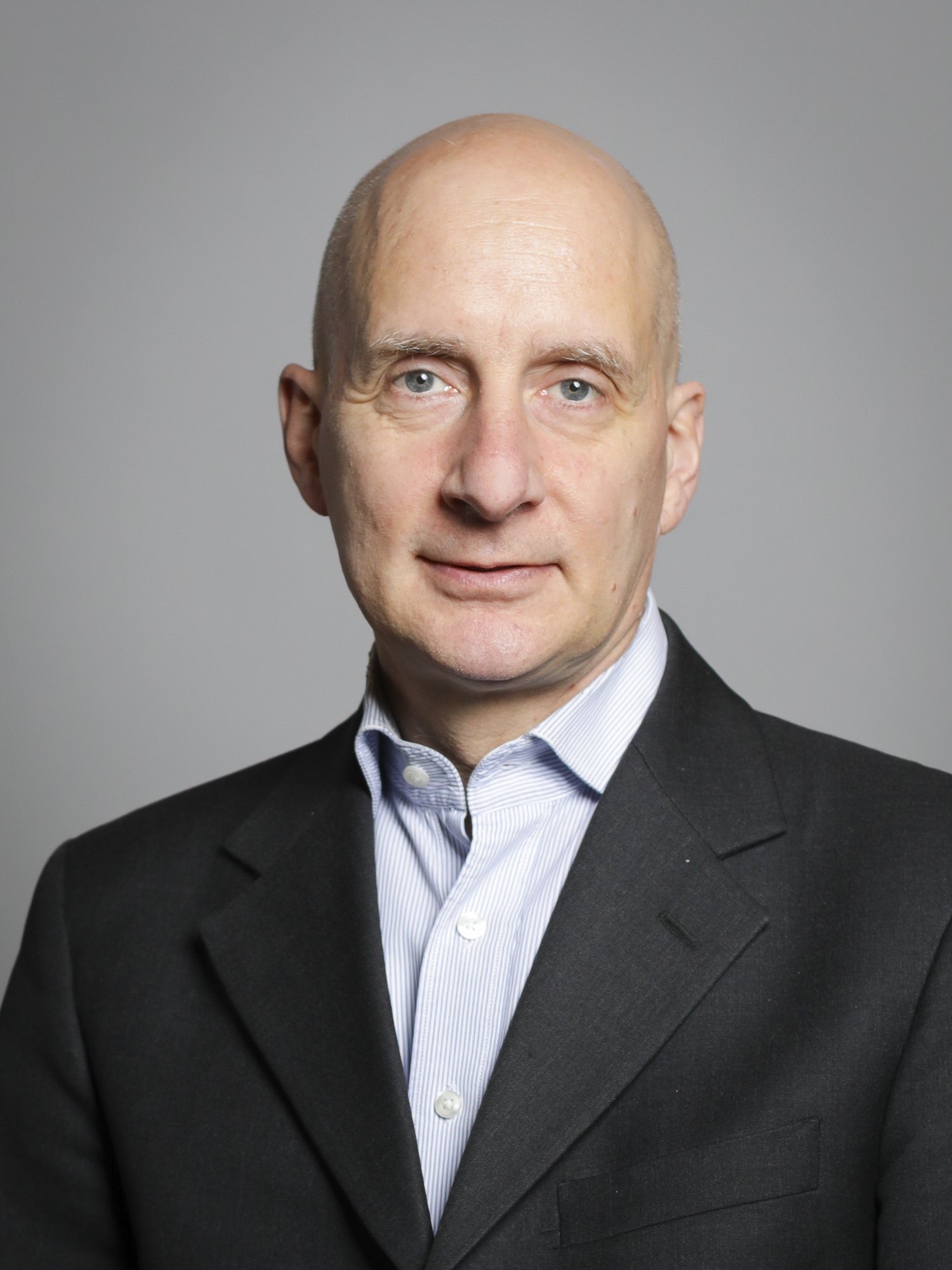
Andrew Adonis (2019)

Andrew Adonis, Baron Adonis (* 22. Februar 1963 in London) ist ein britischer Politiker der Labour Party und Life Peer.

## Biografie
Adonis besuchte das Keble College in Oxford, wo er 1984 mit einem ausgezeichneten Bachelor of Arts-Abschluss in Neuerer Geschichte abschloss.
Der damalige Premierminister Tony Blair hatte den Sohn eines griechischen Immigranten und einer Engländerin 1998 als Berater in seinen Stab geholt. Zuvor war er Akademiker an der Universität Oxford und avancierte zum Erziehungsexperten. Mit 42 Jahren ließ Blair ihn adeln; als Lord Adonis gehörte der politische Ziehsohn dem Oberhaus an. Er trat der Regierung offiziell bei und wurde zunächst Verkehrsminister (vom 5. Juni 2009 bis zum 11. Mai 2010) und später, unter Premierminister Gordon Brown, Erziehungsminister. 

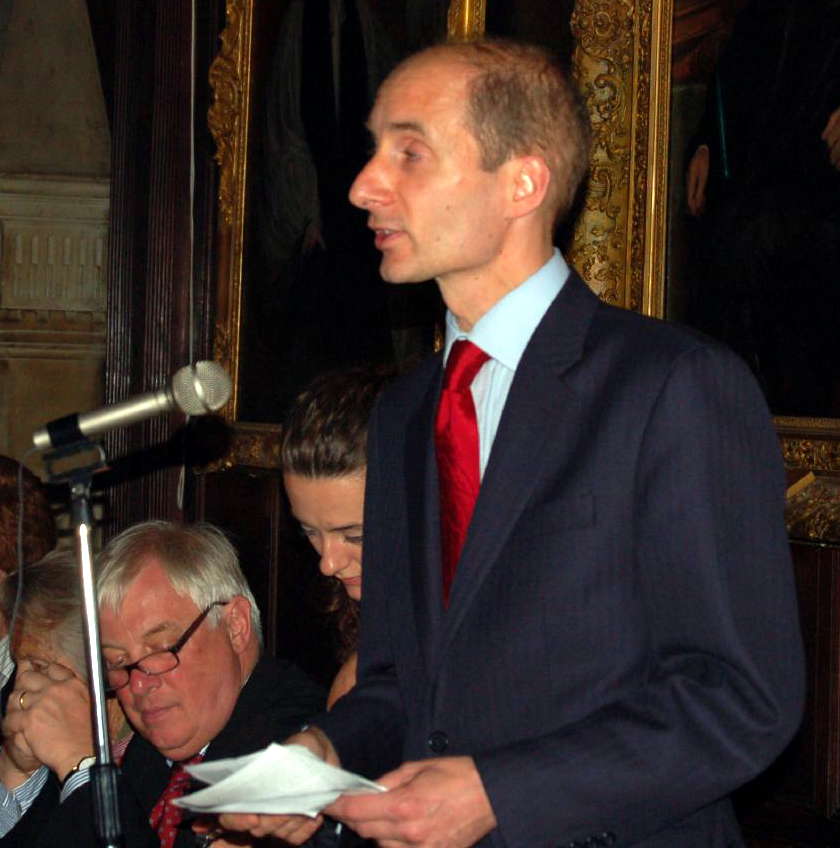
Andrew Adonis (2009), Verkehrsminister von 5. Juni 2009 bis 11. Mai 2010

Die Familie von Adonis ist griechisch-zyprischer Herkunft. Adonis wurde im Mai 2005 als Life Peer Angehöriger des britischen Hochadels. Er ist Parliamentary Under-Secretary of State im Department for Children, Schools and Families. 
Adonis ist Chairman des Institute for Public Policy Research. Im Jahr 2015 wurde ihm der European Railway Award zugesprochen.
Mit seiner politischen Agenda verlangt Adonis eine zweite Abstimmung über den Brexit. Dazu hat er die Kampagne «Our Choice, Our Future» lanciert.
Adonis war Teilnehmer der Bilderberg-Konferenz vom 30. Mai 2019 bis 2. Juni 2019 in Montreux, Schweiz.

## Veröffentlichungen
- Making Aristocracy Work: The Peerage and the Political System in Britain, 1884–1914. Oxford University Press 1993, ISBN 978-0-19-820389-6.
- Andrew Adonis (Herausgeber) und Andrew Tyrie (Herausgeber): Subsidiarity. No panacea. 1989
- David Butler, Andrew Adonis und Tony Travers: Failure in British government. The politics of the poll tax. 1994
- Andrew Adonis und Stephen Pollard: A Class Act. Myth of Britain's Classless Society. 1997
- Andrew Adonis (Herausgeber) und Keith Thomas (Herausgeber): Roy Jenkins. A Retrospective. 2004
- 5 Days in May: The Coalition and Beyond. Biteback Publishing 2013, ISBN 978-1-84-954566-2.